# Klavdia Petrivna
Klavdia Petrivna (укр. Клавдія Петрівна, рус. Клавдия Петровна; род. 13 августа 2005) — украинская певица и автор песен, настоящее имя — Соломия Опрышко (укр. Соломія Опришко).  
Приобрела большую популярность в социальной сети TikTok. Её треки набирают миллионы прослушиваний на YouTube и стриминговых сервисах.

## Биография

### Псевдоним
Клавдия Петровна — это псевдоним, заимствованный у героини романа «Записки курносого Мефистофеля» украинского писателя Владимира Винниченко.

### Настоящее имя
С начала карьеры исполнительница пытается сохранять анонимность.
Некоторые источники высказывают мнение, что это опытная женщина которой около 35-40 лет, другие — что Клавдия Петровна — это молодая, даже юная девушка. Существует теория, что Клавдия Петровна — специальный проект, голос которого создан с помощью нейросети. Еще среди фанатов существует мнение, что за исполнительницей уже стоит известная личность.
20 декабря 2023 года блоггер Богдан Беспалов, ссылаясь на собственные источники, сообщил, что настоящее имя артистки — Соломия. По его информации, ей 18 лет, она родом из Львовской области, и учится в музыкальном колледже.
Команда певицы реагирует на эти теории многообразно. Они разжигают дискуссию вокруг теории о ИИ, используя неоднозначный текст в описании под официальными видео или на страницах артистки, и в то же время директор лейбла Екатерина Шевченко в интервью рассказала, что Клавдия юная и еще учится в музыкальном колледже.

## Творческий путь
4 июля 2023 года артистка опубликовала в TikTok видео со своими демо-версиями песен, стремительно набиравших просмотры и положительные отзывы в соцсети. Уже 3 августа Клавдия Петровна опубликовала в личном телеграм-канале демоальбом, состоявший из 7 треков.
Осенью она подписала контракт с молодым украинским лейблом NEBO Music, что можно считать официальным выходом исполнительницы на украинскую попсцену. 22 сентября состоялся релиз мини-альбома из 4 обновлённых песен, входивших в первоначальный демо-альбом.
В первые месяцы карьеры, когда Klavdia Petrivna, по неосторожности, не обладала официальными правами на демо-треки, неизвестные опубликовали их на нескольких стриминговых платформах и получали с них прибыль. Они, как сообщала директор артистов лейбла Nebo Music Екатерина Шевченко, использовали чужие фото для обложки, а также в комментариях под видео в TikTok было опубликовано много одинаковых упоминаний.
8 декабря был опубликован новый мини-альбом «Зима», а в конце 2023 вышел трек «Черные Белые», при участии OSTY.
Во время выступления в рамках Третьего саммита первых леди и джентльменов Елена Зеленская процитировала строчку из песни Клавдии Петровны «Я счастлива»: «Врач говорит, что это депрессия, мама говорит, что я ленива», акцентируя на важности темы психического здоровья.
В 2024 году вошла в рейтинг «30 самых перспективных украинцев до 30 лет» по версии Forbes (в категории «Культурная индустрия»).

## Дискография

### Миниальбомы
| Название    | Подробности                                                                                       | Треки (ua)                                                                    | Треки                                                                          |
| ----------- | ------------------------------------------------------------------------------------------------- | ----------------------------------------------------------------------------- | ------------------------------------------------------------------------------ |
| Бережи мене | - Дата: 22 сентября 2023 года - Распространение: Nebo Music - Формат: Digital download, streaming | - Знайди мене - Хто ти (feat. OSTY) - Я щаслива — Лікарі кажуть - Бережи мене | - Найди меня - Кто ты (feat. OSTY) - Я счастлива — Врачи говорят - Береги меня |
| Зима        | - Дата: 8 декабря 2023 года - Распространение: Nebo Music - Формат: Digital download, streaming   | - Тишина - Дочка самурая - Зима — Я буду одна - Грудень                       | - Тишина - Дочь самурая - Зима — Я буду одна - Декабрь                         |

### Синглы
| Год  | Название                  | Альбом            |
| ---- | ------------------------- | ----------------- |
| 2023 | «Императоры»              | Сингл без альбома |
| 2023 | «Найди меня» (KAVA Remix) | Сингл без альбома |
| 2023 | «Уже светает»             | Сингл без альбома |
| 2023 | «Чёрные Белые» feat. OSTY | Сингл без альбома |
| 2024 | «Снег» feat. OSTY         | Сингл без альбома |